# M106 (galaxie)
Pour les articles homonymes, voir M106.
M106 (NGC 4258) est une vaste galaxie spirale intermédiaire située dans la constellation des Chiens de chasse. M106 a été découverte par l'astronome français Pierre Méchain en 1781. Apparemment, Charles Messier n'a ni observé ni enregistré cette galaxie dans son catalogue. C'est l'astronome américano-canadienne Helen Sawyer Hogg qui a ajouté NGC 3379, NGC 4258  et l'amas globulaire NGC 6171 au catalogue Messier sous les désignations M105, M106 et M107.

## Caractéristiques
La classe de luminosité de M106 est II-III et elle présente une large raie HI ainsi qu'un jet d'ondes radio. De plus, c'est une galaxie LINER, c'est-à-dire une galaxie dont le noyau présente un spectre d'émission caractérisé par de larges raies d'atomes faiblement ionisés.

### Distance
Sa vitesse par rapport au fond diffus cosmologique est 9,84 ± 0,72 Mpc (∼32,1 millions d'al).
Près d'une centaine de mesures non basées sur le décalage vers le rouge (redshift) donnent une distance de (7,271 ± 0,980) Mpc ((23,7 ± 3,2) millions d'années-lumière), ce qui est semblable et à l'intérieur des distances calculées en employant la valeur du décalage (6,26 ±0,47 Mpc). Il existe cependant une mesure encore plus précise de sa distance, soit (7,2 ± 0,3) Mpc, grâce à la présence d'un mégamaser à vapeur d'eau dans la galaxie.

### Morphologie
NGC 4258 a été utilisée par Gérard de Vaucouleurs comme une galaxie de type morphologique (R')SAB(rs)b dans son atlas des galaxies,.

### Galaxie de Seyfert
M106 est une galaxie active de type Seyfert 1.9.

## Mégamaser à vapeur d'eau et distance de M106
M106 est doté d'un mégamaser (en) à base de vapeur d'eau. Un maser est l'équivalent d'un laser fonctionnant dans le domaine des micro-ondes au lieu de la lumière visible. Il existe plusieurs formes de maser astronomique dans l'univers dont certains sont associés à des régions de formation d'étoiles. Les émissions de M106 à une fréquence de 22 GHz proviennent de molécules d'eau de type ortho, une évidence d'un gaz moléculaire dense et chaud. Le mégamaser de M106 a permis d'obtenir la mesure la plus précise à ce jour de sa distance, soit une valeur de (7,2 ± 0,3) Mpc ((23,5 ± 1,0) Mal).
Cette distance très précise de M106 a joué un rôle important dans la calibration des distances des galaxies et dans la détermination de la valeur de la constante de Hubble. Auparavant, on ne pouvait pas utiliser les variables céphéides de plusieurs galaxies pour mesurer leur distance car elles couvraient des plages de métallicité différentes de celles de la Voie lactée. M106 contient des variables céphéides similaires à la métallicité de la Voie lactée et des céphéides similaires à celle d'autres galaxies. En mesurant la distance des céphéides avec des métallicités similaires à notre galaxie, les astronomes ont été capables de recalibrer les autres céphéides avec différentes métallicités, une étape fondamentale pour améliorer la quantification des distances aux autres galaxies de l'univers.

## Trou noir supermassif
Selon les auteurs d'un article publié en 2002, la masse du trou noir au centre de la galaxie NGC 4258 serait de 107,62{\displaystyle M_{\odot }} soit 41,7 × 106 {\displaystyle M_{\odot }}.
Selon une étude publiée en 2008 et réalisée auprès de 76 galaxies par Alister Graham, le bulbe central de NGC 3608 renferme un trou noir supermassif dont la masse est estimée à 3,9+0,1
 −0,1 × 107 {\displaystyle M_{\odot }}.
Selon une autre étude publiée en 2009 et basée sur la vitesse interne de la galaxie mesurée par le télescope spatial Hubble, la masse du trou noir supermassif au centre de NGC 4245 serait comprise entre 9,1 et 48 millions de {\displaystyle M_{\odot }}.
Selon les auteurs d'un article publié en 2012, la connaissance de la masse d'un trou noir central et du taux d'accrétion par celui-ci permet d'estimer le taux de formation d'étoiles dans la région centrale des galaxies de type Seyfert. Ce taux pour M106 (NGC 4258) serait à l'intérieur et à l'extérieur d'un rayon de 1 kpc respectivement de 0,046 {\displaystyle M_{\odot }}/an  et de 0,39 {\displaystyle M_{\odot }}/an
.

## Supernovas
Deux supernovas ont été découvertes dans M106 : SN 1981K et SN 2014bc.

### SN 1981K
Cette supernova a été découverte le 3 novembre 1981 par l'astronome suisse Paul Wild de l'université de Berne. Cette supernova était de type II.

### 2014bc
Cette supernova a été découverte par le PS1 Science Consortium. PS1 désigne le premier télescope du relevé Pan-STARRS. Cette supernova était de type IIP.

## Groupe de M106 et de M101
M106 est la galaxie la plus vaste et la plus lumineuse d'un groupe de galaxies qui porte son nom. Le groupe de M106 (désigné comme NGC 4258 dans l'article de A.M. Garcia). Les autres membres du New General Catalogue de ce groupe sont NGC 4144, NGC 4242, NGC 4248, NGC 4449, NGC 4460, NGC 4485, NGC 4490, NGC 4618, NGC 4625 et NGC 4736. La galaxie IC 3687 ainsi que 12 galaxies du Uppsala General Catalogue (UGC) complètent le groupe.
D'autre part, dans un article publié en 1998, Abraham Mahtessian indique que M106 fait partie d'un groupe plus vaste qui compte plus de 80 galaxies, le groupe de M101. Plusieurs galaxies de la liste de Mahtessian se retrouvent également dans d'autres groupes décrits par A.M. Garcia, soit le groupe de NGC 3631, le groupe de NGC 3898, le groupe de M109 (NGC 3992), le groupe de NGC 4051, le groupe de M106 (NGC 4258) et le groupe de NGC 5457.
Plusieurs galaxies des six groupes de Garcia ne figurent pas dans la liste du groupe de M101 de Mahtessian. Il y a plus de 120 galaxies différentes dans les listes des deux auteurs. Puisque la frontière entre un amas galactique et un groupe de galaxie n'est pas clairement définie (on parle de 100 galaxies et moins pour un groupe), on pourrait qualifier le groupe de M101 d'amas galactique contenant plusieurs groupes de galaxies.

### Paire de galaxies
Selon Vaucouleur et Corwin, NGC 4248 et M106 forment une paire de galaxies.

## Amas de la grande Ourse et superamas de la Vierge
Les groupes de M101 et de M106 font partie de l'amas de la Grande Ourse, l'un des amas galactiques du superamas de la Vierge.

## Galerie

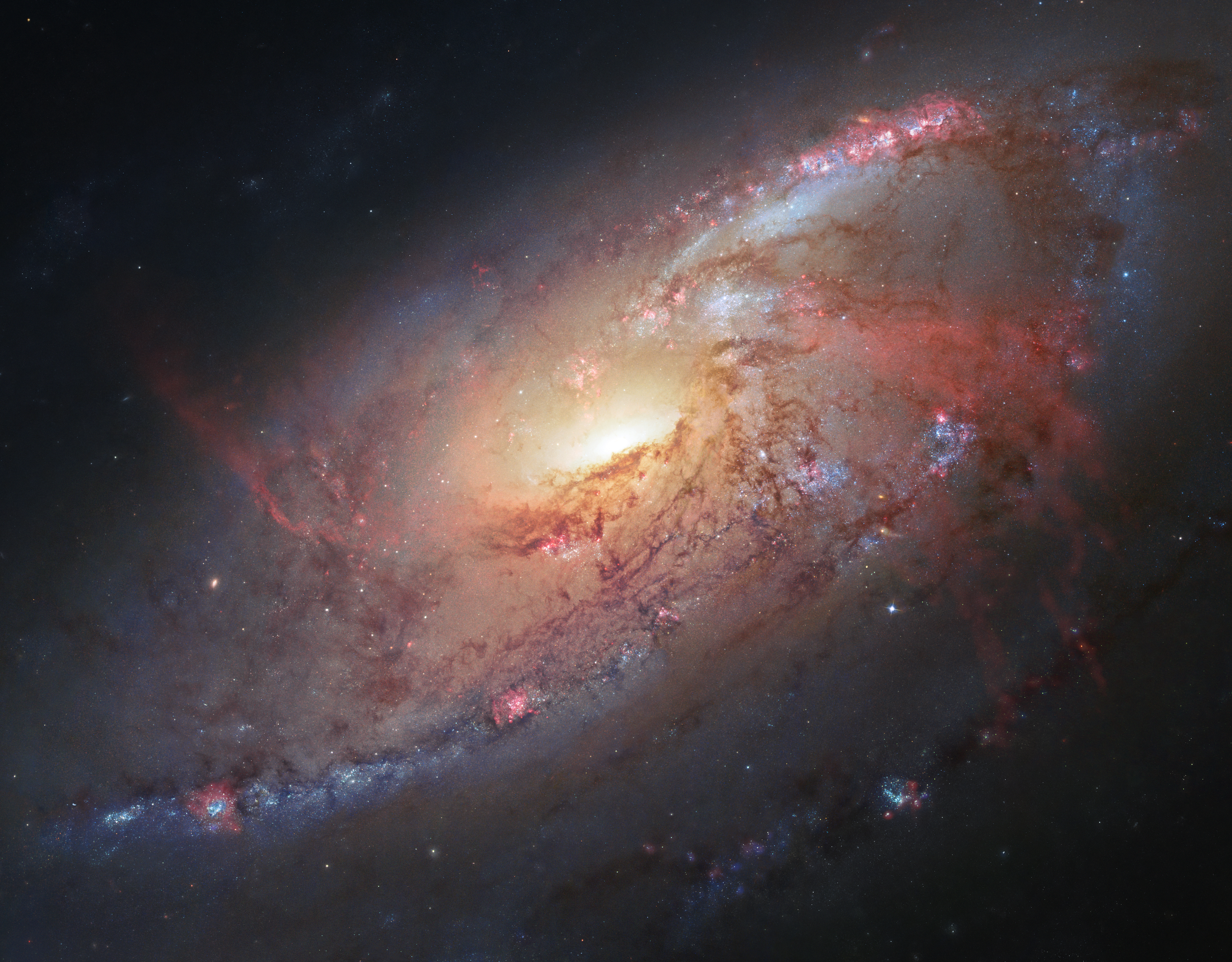
Image composite de M106 réalisée avec les données du visible et de l'infrarouge captées par le télescope spatial Hubble.
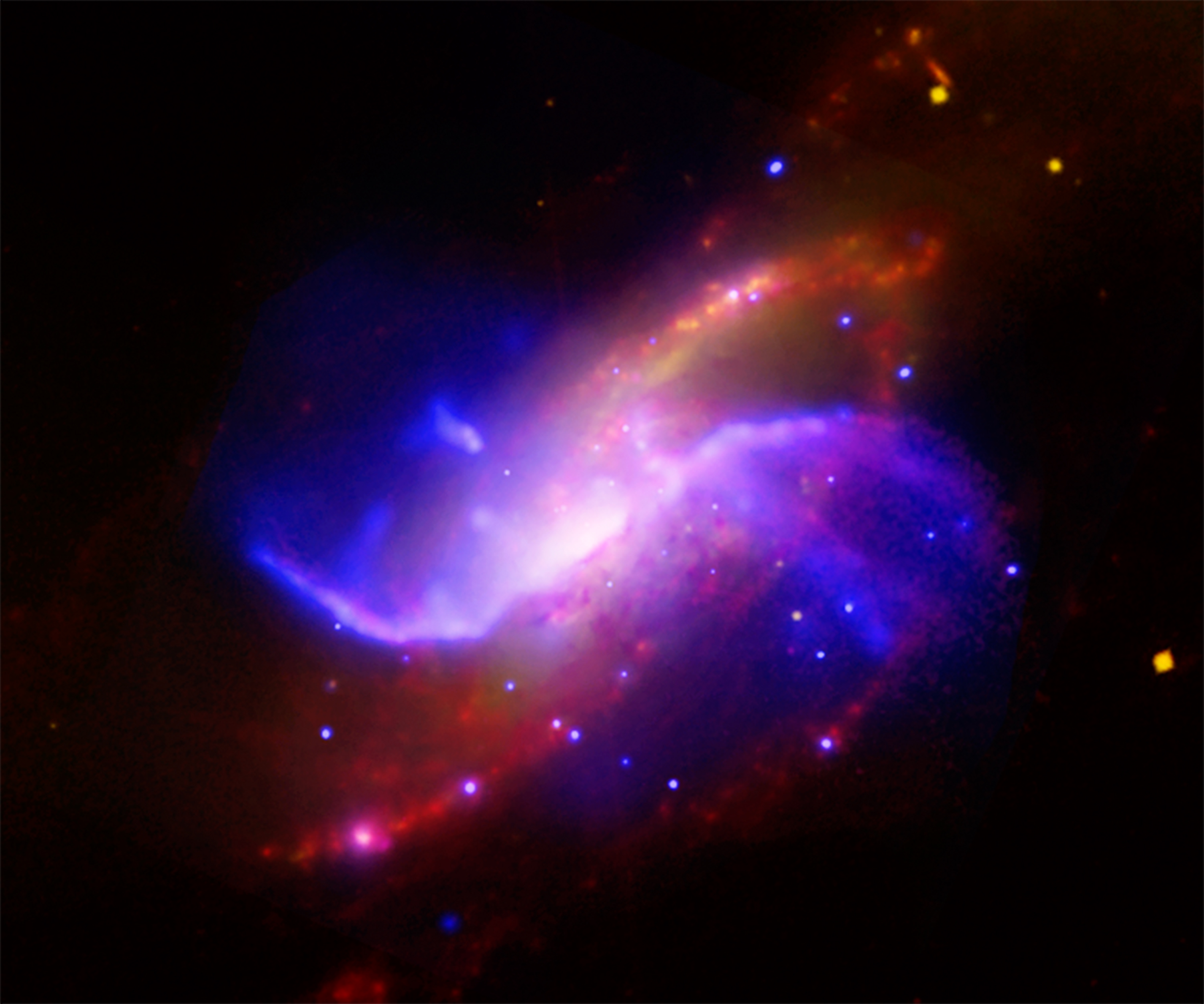
Image composite de M106 utilisant les données captées dans le visible par le relevé DSS (en jaune), dans le domaine des ondes radio par le VLA (en violet), dans le domaine des rayons X par le télescope spatial Chandra (en bleu) et dans l'infrarouge par le télescope spatial Spitzer (en rouge)[22].
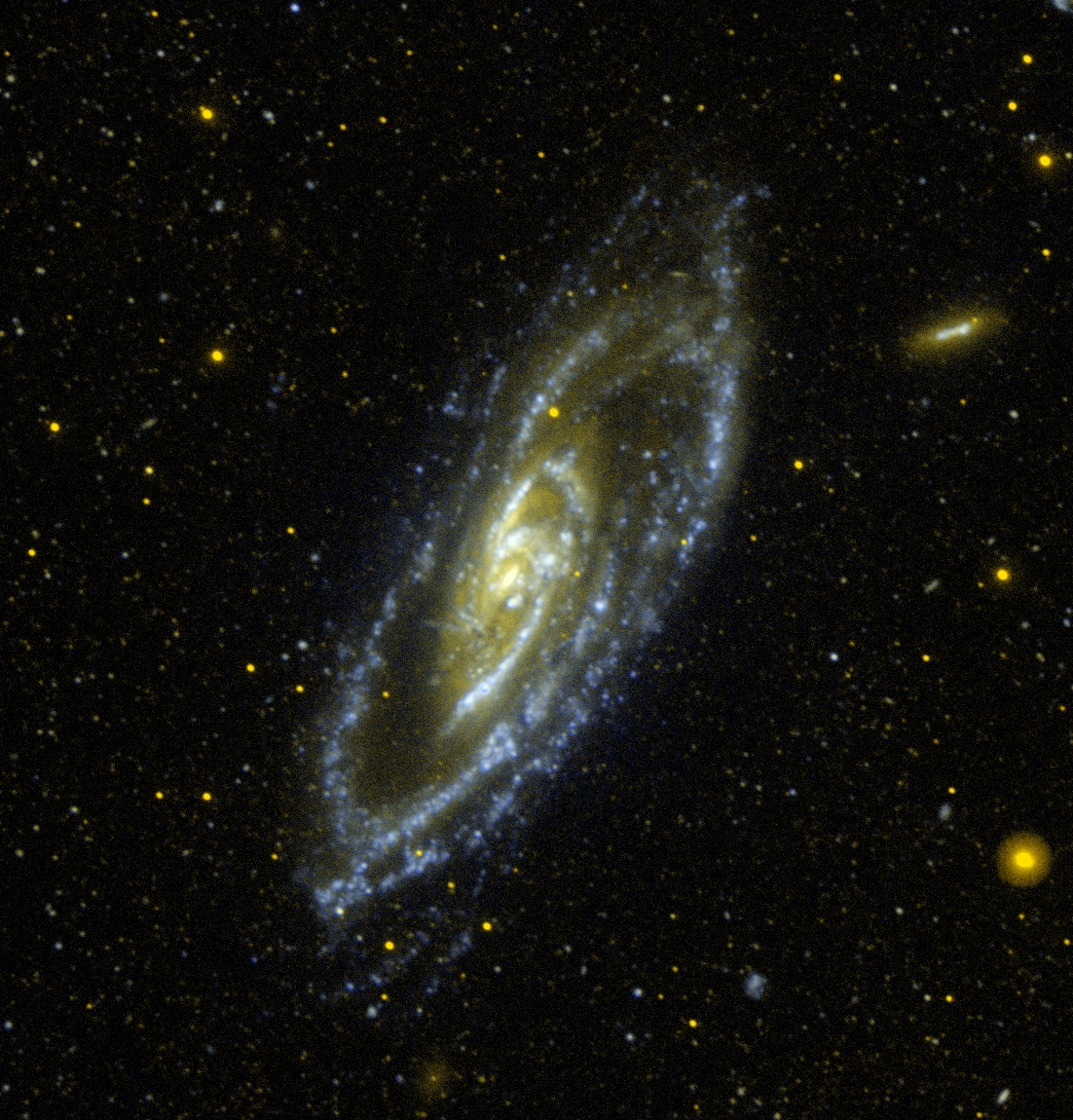
M106 dans le domaine de l'ultraviolet par le télescope spatial GALEX.
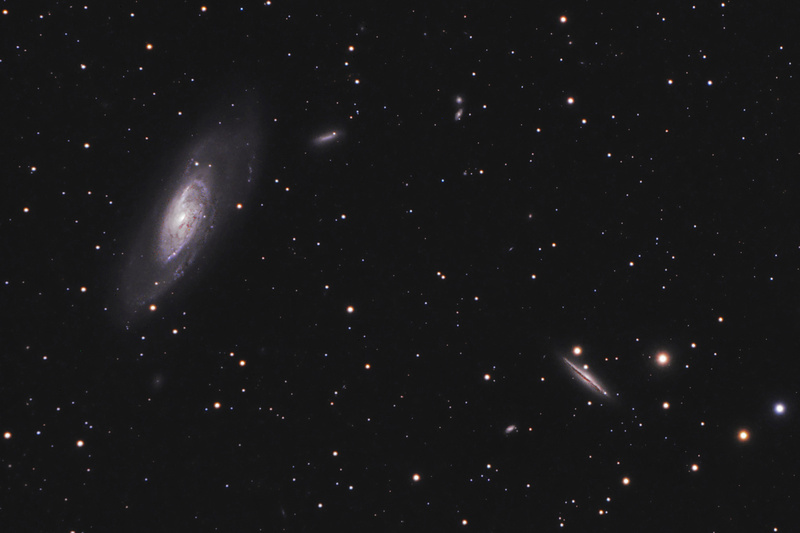
M106, NGC 4248 à sa gauche et NGC 4217 en bas à gauche.
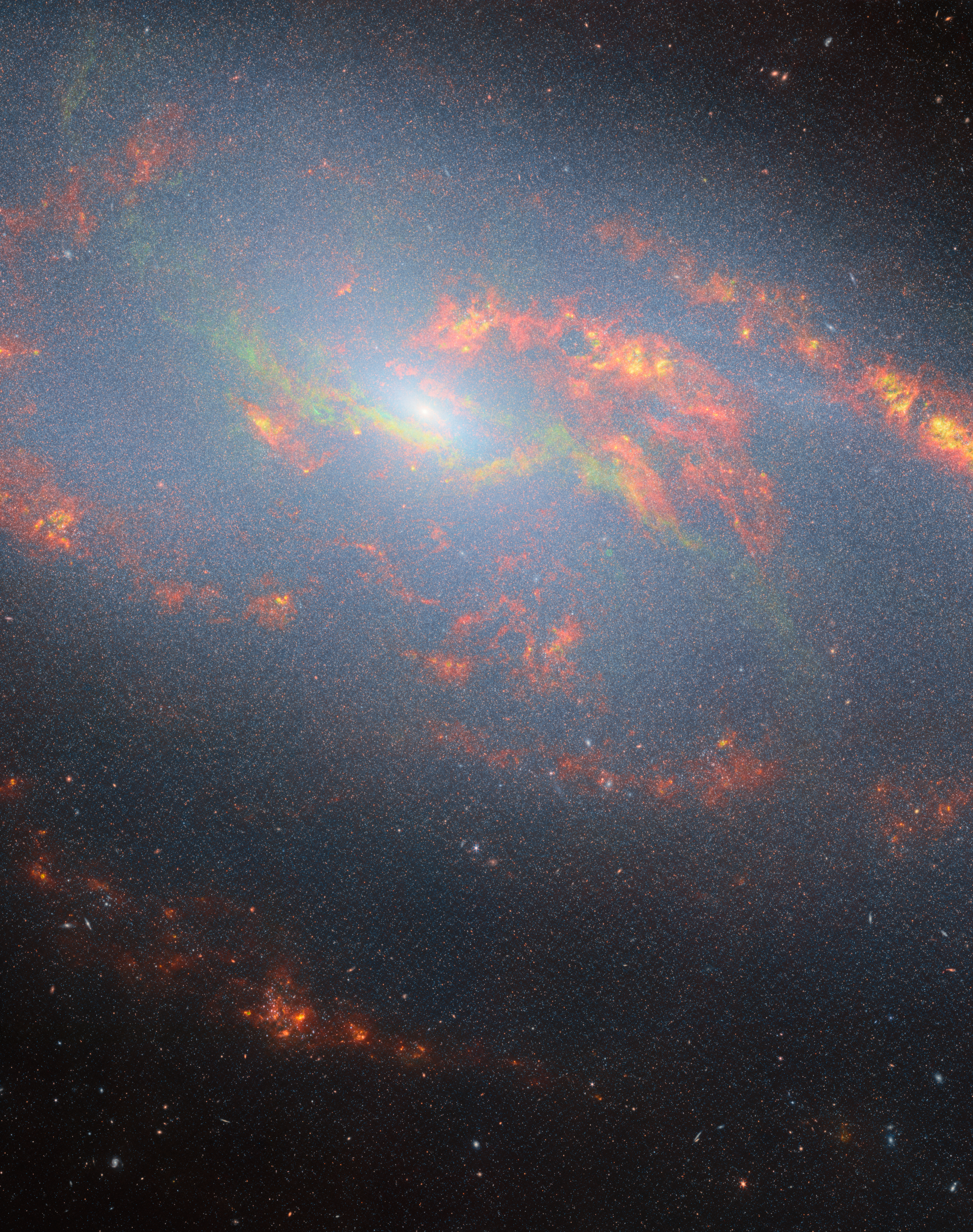
Nouvelle image en infrarouge, observée par le télescope spatial James Webb.